# Костенко Єлизавета Євгеніївна
Костенко Єлизавета Євгеніївна (20 вересня 1954, Київ, СРСР) — український фахівець у галузі органічної та аналітичної хімії, доктор хімічних наук, професор.

## Наукова діяльність
У 1978 році закінчила Київський технологічний інститут харчової промисловості за спеціальністю «Технологія хлібопекарських, макаронних та кондитерських виробництв» і залишилася працювати у цьому навчальному закладі, пройшовши шлях від асистента до завідувача кафедри аналітичної хімії (з 1998 року).
У 1988 році в Київському національному університеті імені Тараса Шевченка захистила  дисертацію на тему «Комплекси цирконію та деяких багатовалентних металів з похідними піразолону та Р-вмісними органічними реагентами, та використання їх в аналізі», здобувши науковий ступінь кандидата хімічних наук
У 2012 році в Харківському національному університеті імені В.Н. Каразіна захистила  дисертацію за темою «Полімерні іоніти з іммобілізованими барвниками у гібридних спектрофотометричних методах аналізу», отримавши у 2013 році науковий ступінь доктора хімічних наук.
Наукові дослідження пов'язані з вивченням комплексів металів з N–, P–, S–вмісними органічними реагентами в розчині та у твердій фазі та аналітичне застосування їх для аналізу об’єктів харчової та хімічної технологій, біотехнології та довкілля.
Автор 203 публікацій, з них наукових – 134 (патентів – 5, авторських свідоцтв – 3, статей – 55, тез доповідей – 71), навчально-методичних – 69.